# ديفيد غلوفر
ديفيد غلوفر (بالإنجليزية: David Glover)‏ هو عالم وراثة بريطاني، ولد في 28 مارس 1948.